# Épothémont
Épothémont település Franciaországban, Aube megyében. Lakosainak száma 154 fő (2022. január 1.). Épothémont Crespy-le-Neuf, Juzanvigny, Maizières-lès-Brienne, Morvilliers, Soulaines-Dhuys, Vallentigny, La Ville-aux-Bois és Rives Dervoises községekkel határos.

## Népesség
A település népességének változása:
| Lakosok száma | 181  | 142  | 163  | 160  | 182  | 183  | 179  | 166  | 160  | 154  |
|               | 1968 | 1982 | 1990 | 2006 | 2013 | 2015 | 2017 | 2019 | 2020 | 2022 |